# Olof Mellberg
Olof Mellberg (* 3. September 1977 in Gullspång) ist ein ehemaliger schwedischer Fußballspieler und heutiger -trainer.
Der zweikampf- und kopfballstarke Defensivspieler „klassischer Prägung“, der während seiner aktiven Karriere sowohl als Abwehr- als auch als defensiver Mittelfeldspieler auflief, debütierte 2000 in der schwedischen Nationalmannschaft. Der 2003 mit dem Guldbollen als Fußballspieler des Jahres ausgezeichnete Schwede gewann in der Allsvenskan-Spielzeit 1998 den schwedischen Meistertitel mit AIK sowie in der Super-League-Spielzeit 2010/11 und  2011/12 den griechischen Meistertitel mit Olympiakos Piräus.
Nach seinem Karriereende trat er ab 2016 als Fußballtrainer in Erscheinung und war in Schweden und Dänemark tätig. IF Brommapojkarna führte er während seiner ersten Trainertätigkeit aus der dritten Liga in die erstklassige Allsvenskan und kehrte später zum Klub zurück, wo er seit Ende 2022 angestellt ist.

## Werdegang als Spieler

### Durchbruch in Schweden und Wechsel ins Ausland
Olof Mellberg begann mit dem Fußballspielen bei Gullspångs IF in seinem Heimatort. 1994 wechselte er zu Degerfors IF, bei dem er nach zwei Jahren in der Jugend in die in der Allsvenskan antretende Männermannschaft aufstieg. Beim Pokalsieger von 1993 etablierte er sich auf Anhieb im Kader und kam in der ersten Liga regelmäßig zum Einsatz. Am Ende der Spielzeit 1997 belegte er mit der Mannschaft lediglich einen Abstiegsplatz.
Mellberg verließ zusammen mit seinem Mannschaftskollegen Marino Rahmberg den Klub in Richtung AIK Solna. Insgesamt blieb er neun Monate beim Traditionsverein aus Solna und trug in 17 Ligaspielen an der Seite von Spielern wie Michael Brundin, Krister Nordin, Anders Limpar, Nebojša Novaković und Johan Mjällby zum Gewinn des Von-Rosens-Pokals für den schwedischen Landesmeister bei.
Das Talent des jungen Defensivspielers hatte sich in Europa herumgesprochen. Im Spätsommer der Meisterschaftssaison wechselte Mellberg nach Spanien zu Racing Santander. In der Primera División etablierte er sich als Stammspieler und kam in der Spielzeit 1999/2000 in allen 38 Ligaspielen zum Einsatz. Damit verhalf er einerseits dem Klub aus dem nordspanischen Kantabrien zum Klassenerhalt, andererseits spielte er sich ins Notizbuch des Nationaltrainers Tommy Söderberg und seines Assistenten Lars Lagerbäck. Am 23. Februar 2000 debütierte er bei der 0:1-Niederlage gegen die italienische Nationalmannschaft im Dress der Landesauswahl, in der er sich in der Folge festspielte. Beim Europameisterschaftsendrunde 2000 gehörte er bereits an der Seite von Joachim Björklund, Teddy Lučić und Patrik Andersson zu den Stammspielern in der Abwehr und bestritt alle drei Spiele in der Gruppenphase, konnte das vorzeitige Ausscheiden als Gruppenletzter jedoch nicht verhindern.
Die anschließende Spielzeit bei Racing Santander gestaltete sich für Mellberg ähnlich erfolglos. Als Tabellenvorletzter musste der Klub in die Zweitklassigkeit absteigen. Durch seine konstanten Leistungen zog er jedoch das Interesse anderer europäischer Klubs auf sich.

### Jahre in England und Aufstieg zum Nationalmannschaftskapitän
Mellberg wechselte im Sommer 2001 zu Aston Villa in die englische Premier League. Der Klub aus Birmingham, bei dem er einen Kontrakt mit fünf Jahren Laufzeit unterschrieb, bezahlte eine Ablösesumme in Höhe von ungefähr fünf Millionen Pfund für seine Dienste. In der Mannschaft um Spieler wie George Boateng, Mark Delaney, Alpay Özalan und Darius Vassell etablierte er sich auf Anhieb in der Stammformation. Am Ende der Spielzeit gehörte er erneut zum Kader der schwedischen Nationalmannschaft bei einem großen Turnier. Bei der Fußball-Weltmeisterschaft 2002 verhalf er Schweden zum überraschenden Gruppensieg vor England, Argentinien und Nigeria. Auch im Achtelfinalspiel gegen Senegal kam er zum Einsatz, schied jedoch mit der Mannschaft durch einen Treffer von Henri Camara in der Verlängerung nach Golden Goal aus dem Turnier aus.
In der Premier-League-Spielzeit im Anschluss an das Endrundenturnier wirkte Mellberg in allen 38 Saisonspielen mit und schaffte mit seinem Klub mit drei Punkten Vorsprung und dem um zwölf Punkte besseren Torverhältnis auf den besten Absteiger, West Ham United, den Klassenerhalt. Am Ende des Jahres 2003 zeichnete ihn der Svenska Fotbollförbundet mit dem Guldbollen als besten schwedischen Fußballspieler des Jahres aus. Unter dem neu verpflichteten Trainer David O’Leary erreichte er mit dem Klub in der Spielzeit 2003/04 den sechsten Platz und zudem das Halbfinale des League Cup, in dem die Mannschaft trotz eines 2:0-Erfolges nach Toren von Thomas Hitzlsperger und Jlloyd Samuel im Rückspiel aufgrund einer 2:5-Hinspielniederlage an den Bolton Wanderers scheiterte. Im Laufe der Spielzeit stieg Mellberg zum Mannschaftskapitän des Klubs auf, nachdem er parallel als Nachfolger von Mjällby zum Kapitän der schwedischen Nationalmannschaft ernannt worden war.
Im Amt des Kapitäns führte Mellberg an der Seite von Erik Edman, Andreas Jakobsson und Mikael Nilsson die Landesauswahl bei der Europameisterschaft 2004 ins Viertelfinale. Dort traf die Mannschaft auf die Auswahl der Niederlande. Nach 120 torlosen Minuten mussten die Mannschaft im Elfmeterschießen antreten. Nach jeweils fünf Elfmetern stand es 4:4-Unentschieden, da Zlatan Ibrahimović und Phillip Cocu nicht getroffen hatten. Anschließend hielt Edwin van der Sar Mellbergs Elfmeter und Arjen Robben verhalf den Niederländern zum Aufstieg ins Halbfinale.
In den folgenden beiden Jahren konnte Aston Villa unter O’Leary nicht an den Erfolg anknüpfen und erreichte trotz der Verpflichtung von Spielern wie Éric Djemba-Djemba, Aaron Hughes, Wilfred Bouma und Milan Baroš nur den zehnten respektive 14. Tabellenrang. Dabei gehörte Mellberg weiterhin zu den Dauerbrennern und bestritt einen Großteil der Pflichtspiele für den Klub. Im Sommer 2006 lief er mit der schwedischen Landesauswahl bei der Fußball-Weltmeisterschaft in Deutschland auf. Wie vier Jahre zuvor gelang der Einzug ins Achtelfinale, dort unterlag er mit der Mannschaft jedoch nach zwei Toren von Lukas Podolski der deutschen Auswahl mit einer 0:2-Niederlage.
Nach Ende des Turniers gab Mellberg seine Kapitänsrollen ab – in der Nationalmannschaft beerbte ihn Freddie Ljungberg, auf Vereinsbasis Gareth Barry. Dennoch setzte Villa-Trainer Martin O’Neill weiterhin auf ihn in seiner Abwehrkette. Beim Auftaktspiel zur Spielzeit 2006/07 schrieb sich Mellberg in die Geschichtsbücher, als ihm beim 1:1-Unentschieden gegen den FC Arsenal das erste Pflichtspieltor im Emirates Stadium gelang. Am Ende der Spielzeit, in der er in allen 38 Ligaspielen in der Startelf stand, erreichte er mit der Mannschaft den elften Tabellenplatz. Im Laufe der folgenden Spielzeit wich Mellberg häufig von seiner bevorzugten zentralen Position in die Rolle des rechten Verteidigers aus, da der neu verpflichtete Zat Knight zusammen mit Martin Laursen das Stamm-Innenverteidiger-Duo bildete. Dennoch kam er erneut in 34 Spielen zum Einsatz, wobei er am 15. März bei der 0:2-Niederlage gegen den FC Portsmouth des Feldes verwiesen wurde.
Im Januar 2008 kündigte Mellberg seinen Abschied aus England im Anschluss an die Europameisterschafts-Endrunde 2008 an. Dort lief er in allen drei Gruppenspielen an der Seite von Mikael Nilsson, Petter Hansson und Fredrik Stoor in der Abwehrkette der schwedischen Elf auf, die nach nur einem Sieg gegen Griechenland als Gruppendritter vorzeitig ausschied.

### In südeuropäischen Ligen

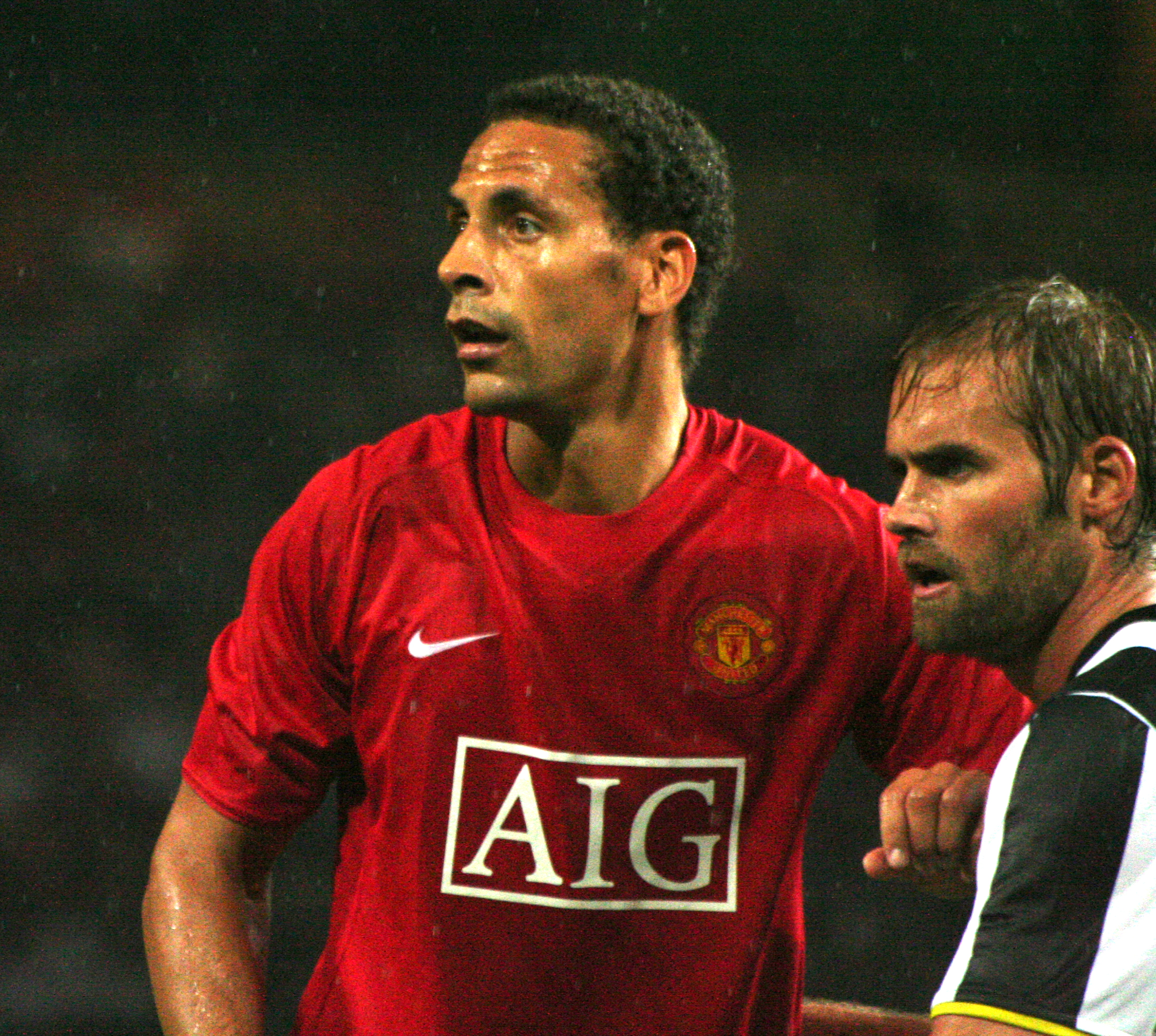
Mellberg (r.) im Trikot von „Juve“ im Duell mit Rio Ferdinand von Manchester United

Im Sommer 2008 wechselte Mellberg ablösefrei zum italienischen Rekordmeister Juventus Turin. Dort erhielt er einen Vertrag bis zum 30. Juni 2011. In Italien bestritt er in seiner ersten Spielzeit 27 Spiele in der von Claudio Ranieri trainierten Mannschaften um Spieler wie Christian Poulsen, Hasan Salihamidžić und David Trezeguet. Nachdem der Klub zur Spielzeit 2009/10 Fabio Cannavaro von Real Madrid zurückholte, wurde über die Zukunft Mellbergs, dessen Schnelligkeit im Laufe der Jahre etwas eingebüßt hatte, im Verein spekuliert. Nach nur einer Saison bei Juventus Turin wechselte er letztlich im Sommer 2009 für 2,5 Millionen Euro zum griechischen Klub Olympiakos Piräus, mit dem er in den Saisons 2010/11 und 2011/12 zweimal hintereinander die griechische Meisterschaft gewann.
Mellberg gehörte auch zum Kader der schwedischen Nationalmannschaft bei der Europameisterschaft 2012. Nach Lothar Matthäus, Peter Schmeichel, Alessandro del Piero, Edwin van der Sar und Lilian Thuram ist er der sechste Spieler, der an vier EM-Endrunden teilnahm. Am 19. Juni kam er beim abschließenden 2:0-Sieg gegen Frankreich zu seinem 13. EM-Endrundeneinsatz. Nach dem Spiel erklärte er seinen Rücktritt aus der Nationalmannschaft. Insgesamt kam Mellberg auf 117 Länderspiele, in denen er acht Tore schoss.
Zur Saison 2012/13 wechselte Mellberg in die Segunda División zum FC Villarreal. Dort verhalf er dem Klub zur Rückkehr ins spanische Oberhaus.

### Rückkehr nach Skandinavien und Karriereende
Zur Saison 2013/14 wechselte Mellberg ablösefrei zum dänischen Hauptstadtklub FC Kopenhagen. Dort unterschrieb er einen Zweijahresvertrag. Am 31. Juli 2014, kurz nach Beginn seiner zweiten Spielzeit in Dänemark, verkündete Mellberg das Ende seiner Karriere, nachdem er seinen Vertrag in Kopenhagen zuvor vorzeitig aufgelöst hatte.

## Werdegang als Trainer
Im November 2015 wurde Mellberg als neuer Trainer des schwedischen Klubs IF Brommapojkarna vorgestellt, der als Erstligaabsteiger die Saison auch in der zweithöchsten Spielklasse auf einem Abstiegsplatz beendet hatte und bei dem er mit Anfang des Jahres 2016 offiziell das Amt des Cheftrainers übernahm. Nach der Drittliga-Meisterschaft in der Division 1 in seiner Debütsaison führte der Trainer-Neuling den Klub in der Zweitliga-Spielzeit 2017 auch zur Meisterschaft in der Superettan und damit zur Rückkehr in die Allsvenskan. Nach Saisonende entschloss er sich trotz des Erfolges, den auslaufenden Vertrag beim Stockholmer Verein nicht zu verlängern.
Im Sommer 2019 übernahm Mellberg das Traineramt beim dänischen Klub Fremad Amager in der zweitklassigen 1. Division. Hier beerbte er Azrudin Valentić, mit dem er bereits bei IF Brommapojkarna zusammengearbeitet hatte und der unter ihm als Assistent weiter arbeitete. Im September verließ er den Klub jedoch wieder, um als Nachfolger des zurückgetretenen Henrik Larsson das Traineramt bei Helsingborgs IF zu übernehmen. Mit dem Aufsteiger belegte er den zehnten Platz im Endklassement der Spielzeit 2019. In der Spielzeit 2020 stand er mit der Mannschaft von Saisonbeginn an im Abstiegskampf. Nur an zwei Spieltagen stand die Mannschaft nicht in der Abstiegszone mit dem zwölften Tabellenrang als bester Saisonplatzierung, nur fünf Saisonsiege bedeuteten als Tabellenvorletzter gemeinsam mit Falkenbergs FF den Gang in die Zweitklassigkeit. Nach Feststehen des Abstiegs wurde die Beendigung der Zusammenarbeit zum Saisonende beschlossen.
Kurz nach Beginn der Saisonpause kehrte Mellberg im Dezember 2022 zu IF Brommapojkarna zurück, bei dem wenige Tage nach dem Gewinn der Zweitligameisterschaft 2022 Trainer Christer Mattiasson seinen Abschied und Wechsel zu IK Sirius verkündet hatte, um gemeinsam mit Andreas Engelmark das Traineramt auszuüben. Nach Auslaufen des Zweijahresvertrags beendete der Klub nach Ende der Erstligaspielzeit 2024 die Zusammenarbeit.

## Erfolge
- Schwedischer Meister: 1998
- Schwedens Fußballer des Jahres: 2003
- Griechischer Meister: 2010/11, 2011/12
- Griechischer Pokalsieger: 2011/12
- Silverbollen „årets back“ (Schwedens Abwehrspieler des Jahres): 2003, 2008, 2009, 2010, 2011, 2012

## Persönliches
Sein Sohn John (* 2006) wurde ebenfalls Fußballspieler.